# 토마스 체콘
토마스 체콘(이탈리아어: Thomas Ceccon, 이탈리아어 발음: [ˈtɔːmas tʃekˈkon], 2001년 1월 27일~)은 이탈리아의 수영 선수이다. 현재 남자 배영 100m 세계 기록을 보유하고 있다. 올림픽에 2회 참가했으며 2020년 하계 올림픽에서 남자 자유형 400m 계영에서 은메달, 남자 혼계영 400m에서 동메달을 획득했다. 또한 2024년 하계 올림픽에서 남자 배영 100m 금메달과 남자 자유형 400m 계영에서 동메달을 획득했다.